# Moniliformis moniliformis
Moniliformis moniliformis é uma espécie parasita pertencente ao filo Acanthocephala, família Moniliformidae. A par de Macrocanthorhynchus hirudinaceous, M. moniliformis é um acantocéfalo que infecta seres humanos embora de forma rara.
Ratos infectados têm sido descobertos por todo o mundo. Casos de infecção humana por Moniliformis moniliformis foram relatados nos Estados Unidos, Irão, Iraque e na Nigéria.
É uma espécie presente em Portugal, onde infecta roedores.